# روار هاغن
روار هاغن (بالنرويجية البوكمول: Roar Hagen)‏ (9 أغسطس 1971 في النرويج - ) هو لاعب كرة قدم نرويجي في مركز حراسة المرمى. شارك مع Norway national under-15 association football team ‏ ومنتخب النرويج تحت 16 سنة لكرة القدم ومنتخب النرويج تحت 17 سنة لكرة القدم ومنتخب النرويج تحت 18 سنة لكرة القدم ومنتخب النرويج تحت 20 سنة لكرة القدم ومنتخب النرويج تحت 21 سنة لكرة القدم. أما مع النوادي، فقد لعب مع نادي بران ونادي سوغندال لكرة القدم ونادي فريدريكستاد وKvik Halden FK ‏.

## وصلات خارجية
- روار هاغن على موقع اتحاد النرويج (النرويجية)